# 国际财务报告准则第9号
國際財務報告準則第9號（International Financial Reporting Standard 9；IFRS 9），為國際會計準則理事會（International Accounting Standards Board；IASB）於2008年3月提出討論，針對金融資產新發生及既有的預期信用損失認定以預期信用損失（Expected Credit Losses；ECL）為基準。2014年7月定義完成，2018年實施。 該新準則用以取代舊有信貸撥備準則，即國際會計準則第三十二及三十九號（International Accounting Standard 32 &39). 除用以計算可攤銷費用(amortised cost) 的預期信用損失外，新準則同時將舊準則界定金融資產計算方法的四大類變為三大類，分別為可攤銷費用（amortised cost)、公平價值計入損益賑（fair value through profit and loss) 及公平價值計入其他綜合損益（fair value through other comprehensive income). 而新準則界定金融資產種類為交易資產（trading asset)、持有並保留（hold to collect) 及持有保留或出售（hold to collect and sell). （页面存档备份，存于）

## 編製基準
- 原則一：分類與計量（Classification and measurement）

分類於IFRS9 主要分為交易資產（trading asset)、持有並保留（hold to collect) 及持有保留或出售（hold to collect and sell)。分類主要為表現企業管理層對擁有該金融資產之目的並以營商模型(business model)表達，故此同一種類的金融資產可於不同公司內於分類為不同的種類，於正常情況下並不能隨意改變。
於計量方面，分為三種方法，為公平價值於其他綜合損益(FVTOCL)、公平價值於收益表(FVTPL) 及攤銷費用(Amortised cost)。前兩者均以公平值值計量，後者以原值減去信用損失計益。

- 原則二：減損（Impairment（英语：Impairment (financial reporting)））

對於未來發生預期損失改採預期信用損失模式（Expected Credit Losses；ECL）。
- 原則三：避險會計（Hedge accounting）

放寬衍生性金融商品（Derivative）之損益價值與一般商品損益價值互抵時條件，使避險會計之運用更能貼近於實務。

## 適用情況
- 日本
- 臺灣
- 香港

## 衍生閱讀
- 【財務會計標準委員會】降低金融商品報告複雜性 （Reducing Complexity in Reporting Financial Instruments）；2014年8月
- 【國際財務報告準則基金會】IFRS 9 金融商品(替換IAS第39號) （IFRS 9 Financial Instruments (replacement of IAS 39）；2014年8月
- 【中華民國金融監督管理委員會】金融工具大變革-談IFRS 9；江美艷、陳欣怡；證券暨期貨月刊；2016年4月
- 【日本公証會計士協會】IFRS與IAS解說：第九號「金融商品」（IFRS及びIASの解説　第九号　「金融商品」）；越智 純；會計監查月刊；2011年2月